# James Caviezel

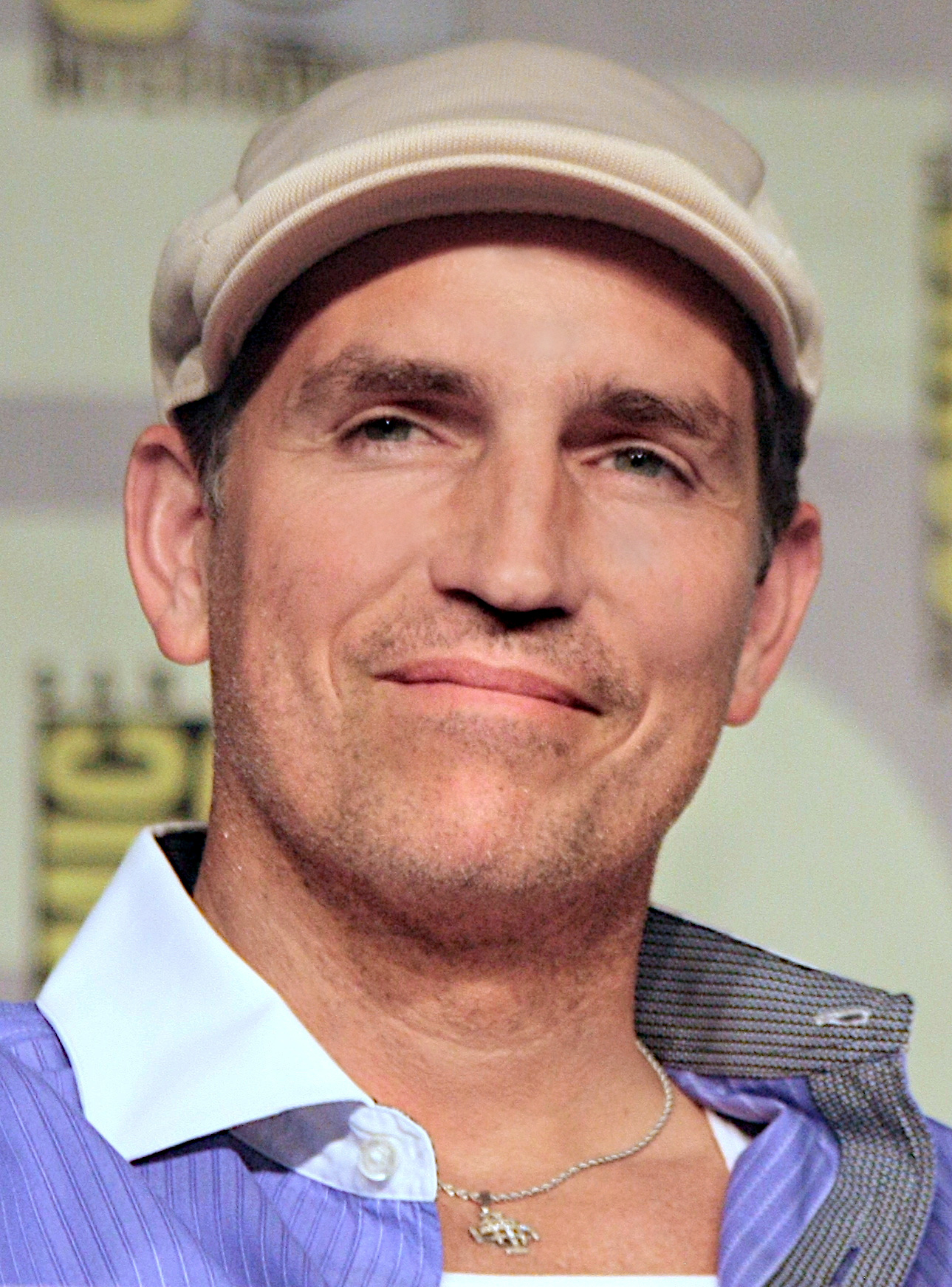
Jim Caviezel (2013)

James Patrick „Jim“ Caviezel Jr. (* 26. September 1968 in Mount Vernon, Washington) ist ein US-amerikanischer Schauspieler, der vor allem für seine Rolle als John Reese in der Fernsehserie Person of Interest sowie für seine Darstellung des Jesus von Nazareth in der Passion Christi bekannt ist.

## Leben
Caviezels wuchs an seinem Geburtsort Mount Vernon im Bundesstaat Washington auf und hat vier Geschwister.  
Caviezel begeisterte sich bereits früh für Religion, aber auch für Sport, insbesondere für Basketball. 1984 besuchte Caviezel die Mount Vernon High School, wechselte nach zwei Jahren an die O’Dea High School und zog bald zu Freunden seiner Familie. Noch im selben Frühjahr ging er dann auf die Burien Kennedy High School in Seattle, um für das dortige Basketball-Schulteam zu spielen, und wurde dort zum Mr. Prettiest Eyes gekürt.
1987 immatrikulierte sich der Linkshänder Caviezel am Bellevue Community College, wurde später Mitglied der Studentenverbindung Sigma Chi und dort ebenfalls in das Basketball-Team des Colleges aufgenommen. Eine Fußverletzung beendete im zweiten Studienjahr seine Basketball-Karriere und den Traum, eines Tages in der US-amerikanischen Basketball-Profiliga spielen zu können. Seitdem verlagerte Caviezel sein Interesse auf die Schauspielerei und wechselte später an die University of Washington. Außerdem wurde er ein großer Fan der Minnesota Vikings, eines Vereins, der der amerikanischen American-Football-Profiliga (NFL) angehört. 1990, im Jahr nach seiner Minirolle in My Private Idaho, zog er nach Los Angeles in das große Haus eines Professors an der University of Southern California und kellnerte zwischen den College-Vorlesungen in einem Strandrestaurant.
Caviezel steht dem traditionalistischen Katholizismus nahe und ist Mitglied der verschwörungstheoretisch-rechtsextremistischen Gruppe QAnon. Er unterstützte mehrfach in Wahlkämpfen Kandidaten der Republikanischen Partei, wie etwa den für seine christlich-fundamentalistischen Ansichten bekannten Rick Santorum. 2006 sorgte Caviezel für Aufsehen, als er sich in einem Wahlkampfspot gegen Stammzellenforschung aussprach und dabei eine kryptische aramäische Äußerung tätigte, die mit „Ihr betrügt den Menschensohn mit einem Kuss“ übersetzt wurde. Dies wurde weithin so interpretiert, dass Caviezel den Befürwortern der Stammzellenforschung vorwirft, mit ihrer Forschung unter Vorspiegelung menschenfreundlicher Haltung Gottes Schöpfung zu betrügen. Als Caviezel den Film Sound of Freedom über Menschenhandel in Lateinamerika drehte, verbreitete er auf einer Veranstaltung von streng religiösen US-Amerikanern die Behauptung bzw. Verschwörungserzählung, dass Sklavenkinder mitunter ausgeblutet werden, um Adrenochrom zu gewinnen. Er merkte an, nie Augenzeuge dessen gewesen zu sein.

## Privat
James Caviezel heiratete 1996 die Lehrerin Kerri Browitt. Im Jahr 2007 adoptierte das Ehepaar einen chinesischen Jungen, Bo, und später auch ein Mädchen, LeLe. Mittlerweile hat das Paar ein drittes Kind aus China adoptiert.

## Filmkarriere
1990 erhielt Caviezel seine erste Rolle als italienischer Ticketverkäufer in dem Independent-Film My Private Idaho, indem er beim Casting erzählte, er sei ein gerade eingewanderter Italiener. Ebenfalls Anfang der 1990er Jahre nahm Caviezel an einem Casting für die Fernsehserie Melrose Place teil, da er dachte, dass ihn dies in Hollywood bekannter machen würde. Die Casting-Regisseurin fand allerdings, dass er nicht so recht in die Serie passen würde, und erteilte ihrem Agenten die Anweisung, Caviezel nie wieder zu einem Casting einzuladen, da er auf sie etwas „seltsam“ (strange) wirkte.
Nach kleineren Nebenrollen etwa in The Rock – Fels der Entscheidung und Die Akte Jane erhielt er in Terrence Malicks Kriegsepos Der schmale Grat (1998) überraschend die Hauptrolle, was insbesondere deshalb bemerkenswert war, weil zahlreiche etablierte Hollywoodstars in dem Film Nebenrollen übernahmen. Nach diesem Durchbruch wurde Caviezel für diverse namhafte Hollywoodproduktionen gecastet, etwa Ang Lees Ride with the Devil, Gregory Hoblits Frequency an der Seite von Dennis Quaid und 2001 auf Empfehlung von Jennifer Lopez in Angel Eyes. 2002 spielte er Edmond Dantes in der Romanverfilmung Monte Cristo, wofür er zahlreiche positive Kritiken erhielt. 2003 war er an der Seite von Robin Williams in The Final Cut zu sehen.
2004 übernahm er die Rolle des Jesus von Nazareth in Mel Gibsons Film Die Passion Christi. Caviezel, ein ausgewiesener Bewunderer Mel Gibsons, sagte im Mai 2004 in einem Interview gegenüber der San Diego Union Tribune über diesen: „Mit Mel zu arbeiten ist wie Walzer tanzen mit einem tropischen Wirbelsturm. Er ist ein großartiger Mensch und zudem ein begnadeter Künstler“. Das höchst umstrittene aber überaus erfolgreiche Filmprojekt sowie Caviezels hohe Identifikation mit ihm wirkten sich in der Folge negativ auf seine Karriere aus. Der zuvor sehr gefragte Darsteller erhielt deutlich weniger Rollenangebote. Caviezel sagte später, dies geahnt, aber in Kauf genommen zu haben.
Zu nennenswerten Projekten zählten in der Folge noch Déjà Vu – Wettlauf gegen die Zeit (2006), in dem Caviezel eine Nebenrolle bekleidete, und der Fantasyfilm Outlander (2008), der jedoch in den USA nur von wenigen Kinos ins Programm genommen und zu einem finanziellen Flop wurde. 2009 wirkte Caviezel in der Fernsehproduktion The Prisoner – Der Gefangene mit, und ab 2011 verkörperte er sechs Jahre die Hauptrolle des ehemaligen CIA Special Activities Division Operator John Reese in der Serie Person of Interest.
Der Film Sound of Freedom ist nach Die Passion Christi für Caviezel eigenen Angaben zufolge der bedeutendste Film, an dem er mitwirkte.

## Filmografie (Auswahl)
- 1991: My Private Idaho – Regie: Gus Van Sant
- 1992: Wunderbare Jahre (The Wonder Years, Fernsehserie, Folge 5x17)
- 1992: Ihr größter Coup (Diggstown) – Regie: Michael Ritchie
- 1994: Wyatt Earp – Das Leben einer Legende (Wyatt Earp) – Regie: Lawrence Kasdan
- 1994: Mord ist ihr Hobby (Murder, She Wrote, Fernsehserie, 1 Folge)
- 1995: Children of the Dust – Regie: David Greene
- 1996: Ed – Regie: Bill Couturié
- 1996: The Rock – Fels der Entscheidung (The Rock) – Regie: Michael Bay
- 1997: Die Akte Jane (G.I. Jane) – Regie: Ridley Scott
- 1998: Der schmale Grat (The Thin Red Line) – Regie: Terrence Malick
- 1999: Ride with the Devil – Regie: Ang Lee
- 2000: Frequency – Regie: Gregory Hoblit
- 2000: Das Glücksprinzip (Pay It Forward) – Regie: Mimi Leder
- 2001: Angel Eyes – Regie: Luis Mandoki
- 2002: Monte Cristo (The Count of Monte Cristo) – Regie: Kevin Reynolds
- 2002: High Crimes – Im Netz der Lügen (High Crimes) – Regie: Carl Franklin
- 2002: Terrence Malick: Rosy-Fingered Dawn – Regie: Luciano Barcaroli, Carlo Hintermann, Gerardo Panichi & Daniele Villa
- 2003: The Final Cut – Dein Tod ist erst der Anfang (The Final Cut) – Regie: Omar Naim
- 2003: Highwaymen – Regie: Robert Harmon
- 2003: Ich, David (I Am David) – Regie: Paul Feig
- 2004: Die Passion Christi (The Passion of the Christ) – Regie: Mel Gibson
- 2004: Bobby Jones – Die Golflegende (Bobby Jones: Stroke of Genius) – Regie: Rowdy Herrington
- 2004: The Big Question – Regie: Francesco Cabras & Alberto Molinari
- 2005: Madison – Regie: William Bindley
- 2006: Unknown – Regie: Simon Brand
- 2006: Déjà Vu – Wettlauf gegen die Zeit (Déjà Vu) – Regie: Tony Scott
- 2008: Outlander – Regie: Howard McCain
- 2008: Long Weekend – Regie: Jamie Blanks
- 2008: Die Steinigung der Soraya M. (The Stoning of Soraya M.) – Regie: Cyrus Nowrasteh
- 2009: The Prisoner – Der Gefangene (The Prisoner, Fernsehserie, 6 Folgen)
- 2011–2016: Person of Interest (Fernsehserie)
- 2012: Transit – Regie: Antonio Negret
- 2013: Escape Plan – Regie: Mikael Håfström
- 2013: Savannah – Regie: Annette Haywood-Carter
- 2014: When the Game Stands Tall – Regie: Thomas Carter
- 2017: The Ballad of Lefty Brown – Regie: Jared Moshe
- 2018: Paulus, der Apostel Christi (Paul, Apostle of Christ) – Regie: Andrew Hyatt
- 2019: Infidel – Regie: Cyrus Nowrasteh
- 2022: Sound of Freedom – Regie: Alejandro Monteverde